# Entomo-Satsphingia
Entomo-Satsphingia (ESS) is een in Duitsland uitgegeven entomologisch tijdschrift. Het tijdschrift verscheen in 2008 voor het eerst en bevat wetenschappelijke artikelen over nachtpauwogen (Saturniidae) en pijlstaarten (Sphingidae) met een focus op taxonomie, biologie en ecologie. Het is een onregelmatig verschijnend tijdschrift dat in gedrukte vorm wordt gepubliceerd. Het tijdschrift werd opgericht door Ronald Brechlin en Frank Meister. 